# Broumovský klášter
Broumovský klášter řádu svatého Benedikta byl založen ve 14. století. Budovy počátkem 18. století v barokním slohu přestavěli Kryštof Dientzenhofer a jeho syn Kilián Ignác. Pro svou architektonickou a kulturní hodnotu je od roku 1995 zapsán v seznamu národních kulturních památek.

## Historie

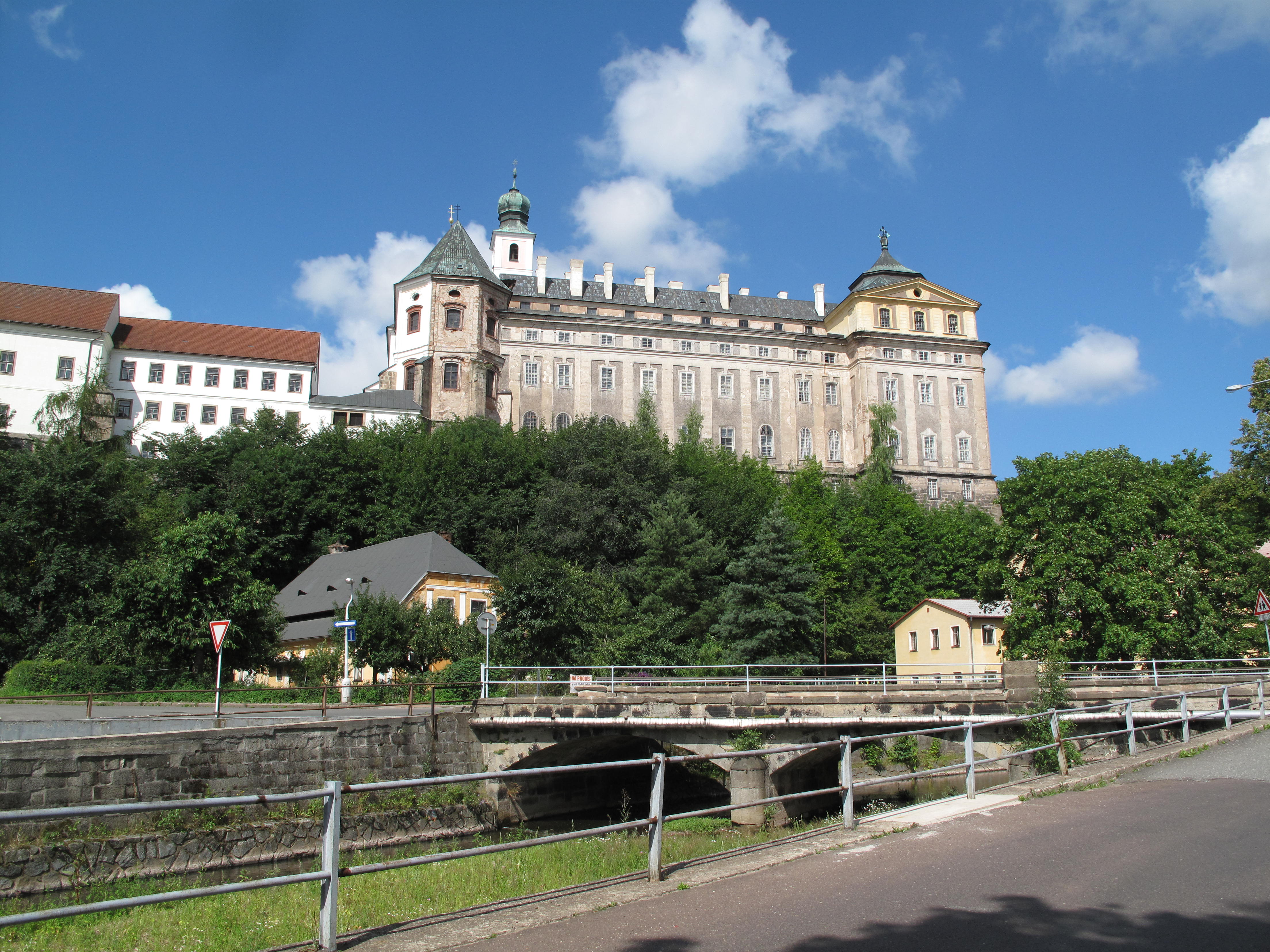
Klášter od východu

Broumovský klášter s původně gotickým chrámem zasvěceným sv. Vojtěchu byl zbudován na místě původní tvrze po polovině 13. století. V první čtvrtině 13. století obdrželi území kolem dnešní Police nad Metují benediktinští mniši z kláštera sv. Vojtěcha a posléze i sv. Markéty v Břevnově od krále Přemysla Otakara I. Samotný klášter vznikl někdy po roce 1258 coby proboštství, organizačně a právně závislé na mateřském klášteře v Břevnově.
Význam Broumova velmi vzrostl v době husitských válek. Vzhledem k tomu, že břevnovský klášter byl roku 1420 vypálen husity, opat Mikuláš II. se s několika řeholními bratry uchýlil do bezpečí opevněného Broumova. S sebou přinesli řadu cenných předmětů, klenotnici a knihovnu i s největší rukopisnou knihu světa, tzv. Codex gigas, jenž se od roku 1648 nachází jako válečná kořist ve Švédsku. Přesídlení opatů z Břevnova do Broumova mělo velký význam pro kulturní a hospodářský rozvoj města i celého kraje. Opat od této doby začal používat titul „opat břevnovský v Broumově“, později „opat břevnovsko-broumovský“.

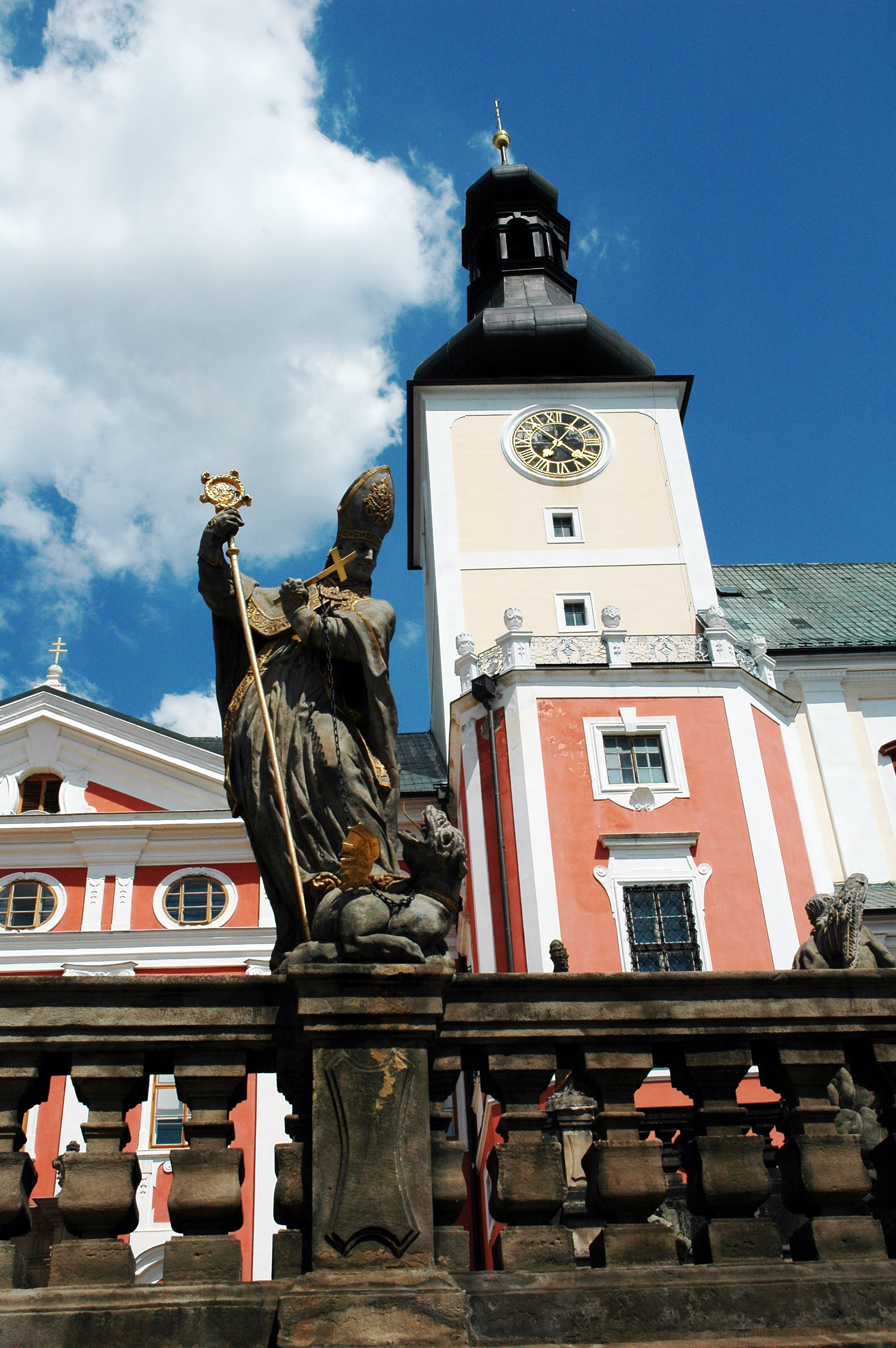
Klášter Broumov s kostelem svatého Vojtěcha

Roku 1559 vyhořelo s městem i proboštství. Koncem 16. století došlo v Broumově k úpadku řeholního života v důsledku sílícího reformního hnutí.
V období tzv. katolické protireformace po roce 1620 došlo k novému rozkvětu. Roku 1624 bylo otevřeno klášterní gymnázium. Vystřídala se zde řada významných opatů – budovatelů, zejména Tomáš Sartorius, dále Otmar Zinke nebo Benno Löbl, kteří své hlavní sídlo přenesli zpět do Břevnova. V závěr třicetileté války vyplenili klášter Švédové a po nějaké době klášter zásadně poničil požár.
Nastala tak doba velkolepé stavební, výtvarné a hudební činnosti. Již za opata Sartoria v letech 1663–1669 se začal klášterní kostel přestavovat pod vedením italského stavebního mistra Martina Allia z Löwenthalu z gotické baziliky na barokní jednolodí a postranními výklenkovými kaplemi. Chrám dokončil opat Zinke, který toto dílo svěřil architektům Kryštofovi Dientzenhoferovi a jeho synovi Kiliánu Ignáci. Ti také v letech 1727–1733 přestavěli hlavní objekt kláštera do dnešní podoby (konvent a prelatura), mírně pozměněný opravami po dvou požárech ve druhé polovině 18. století. V době působení těchto dvou opatů dosáhl řád benediktinů podnikatelskou činností a organizací plátenické produkce několika set domácích tkalců velmi dobrého hospodářského postavení, které mu umožnilo nákladnou výstavbu klášterních objektů včetně tzv. broumovské skupiny kostelů.
Kilián Ignác Dientzenhofer je také autorem návrhů výzdoby vnitřních prostor kláštera, realizovaných vynikajícími umělci pražského baroka: štukatérem Bernardem Spinettim, freskařem Janem Karlem Kovářem či malířem Felixem Antonínem Schefflerem. Interiéry opatství a konventu byly vyzdobeny mj. obrazy Petra Brandla. Oltářní obrazy v bočních kaplích kostela namaloval Václav Vavřinec Reiner.

### Novodobé dějiny
Po druhé světové válce byla německá komunita z Broumova odsunuta (dva mniši působící na jedné z klášterních far v okolí byli zavražděni) a usadila se v bavorském Rohru. V roce 1946 byl ještě učiněn pokus osídlit klášter čechoamerickými benediktiny z opatství svatého Prokopa v Lisle nedaleko Chicaga. V roce 1948 po nástupu komunistů k moci byla jejich komunita vypovězena z Československé republiky.
V roce 1950 byl klášter upraven na internační tábor pro řeholníky, následně sem byly sestěhovány řeholnice různých řádů. Internované sestry zde žily za nelidských podmínek a byly nuceny pracovat v továrnách a v zemědělství v Broumově a okolí. Ulehčení situace přinesl teprve rok 1968, kdy díky politickým změnám mohly sestry nastoupit službu v charitních domovech. Od roku 1974 sloužil hlavní objekt Státnímu ústřednímu archivu k uložení přísně střežených fondů, po roce 1980 začala příprava neprovedené rekonstrukce. V Broumově zůstaly pouze sestry dominikánky, jež zde pekly hostie pro všechny farnosti v Čechách a na Moravě. V roce 1990 přesídlily do ženských klášterů na Moravě.
V roce 1990 dostali budovy v restituci zpět břevnovští benediktini. Pod vedením opata Opaska nejprve opravili budovy v Břevnově, pak se snažili opravit a osadit také broumovský klášter, v němž zůstalo v prvním patře prelatury Muzeum Broumovska. Faru však nadále vedl kněz řádu premonstrátů ze Želivi, za kterým posléze přišel jediný řádový bratr Gereon, počítaný mezi bratry laiky.
Od počátku 21. století nežije v klášteře žádný příslušník benediktinského řádu. Opatství je nadále administrováno z Břevnova (administrátorem je Prokop Siostrzonek). Komplex kláštera byl zařazen do Programu záchrany architektonického dědictví České republiky, neboť klášter byl po letech komunistické devastace ve zchátralém stavu. Klášter i jeho zahrada prošly v roce 2014 rozsáhlou revitalizací, po nichž je klášter celoročně otevřen návštěvníkům. V prostorách památky nyní funguje Vzdělávací a kulturní centrum Klášter Broumov, které zde pořádá koncerty, hudebně-naučné večery, vědecké besedy ScienceCafé, Univerzitu třetího věku, vernisáže v Galerii Dům a řadu dalších kulturních a vzdělávacích projektů. Od května 2015 klášter nabízí ubytování v Domě hostů.

### Program záchrany architektonického dědictví
V rámci Programu záchrany architektonického dědictví bylo v letech 1995-2014 na opravu kláštera čerpáno 53 769 000 Kč.
| rok    | 1995  | 1996  | 1997  | 1998  | 1999  | 2000  | 2001  | 2002  | 2003  | 2004  |
| ------ | ----- | ----- | ----- | ----- | ----- | ----- | ----- | ----- | ----- | ----- |
| částka | 2 600 | 3 800 | 2 600 | 3 000 | 1 500 | 2 200 | 6 000 | 5 400 | 5 000 | 6 000 |
| rok    | 2005  | 2006  | 2007  | 2008  | 2009  | 2010  | 2011  | 2012  | 2013  | 2014  |
| částka | 4 000 | 7 400 | 0     | 0     | 1 050 | 850   | 900   | 414   | 490   | 565   |

## Klášterní školství

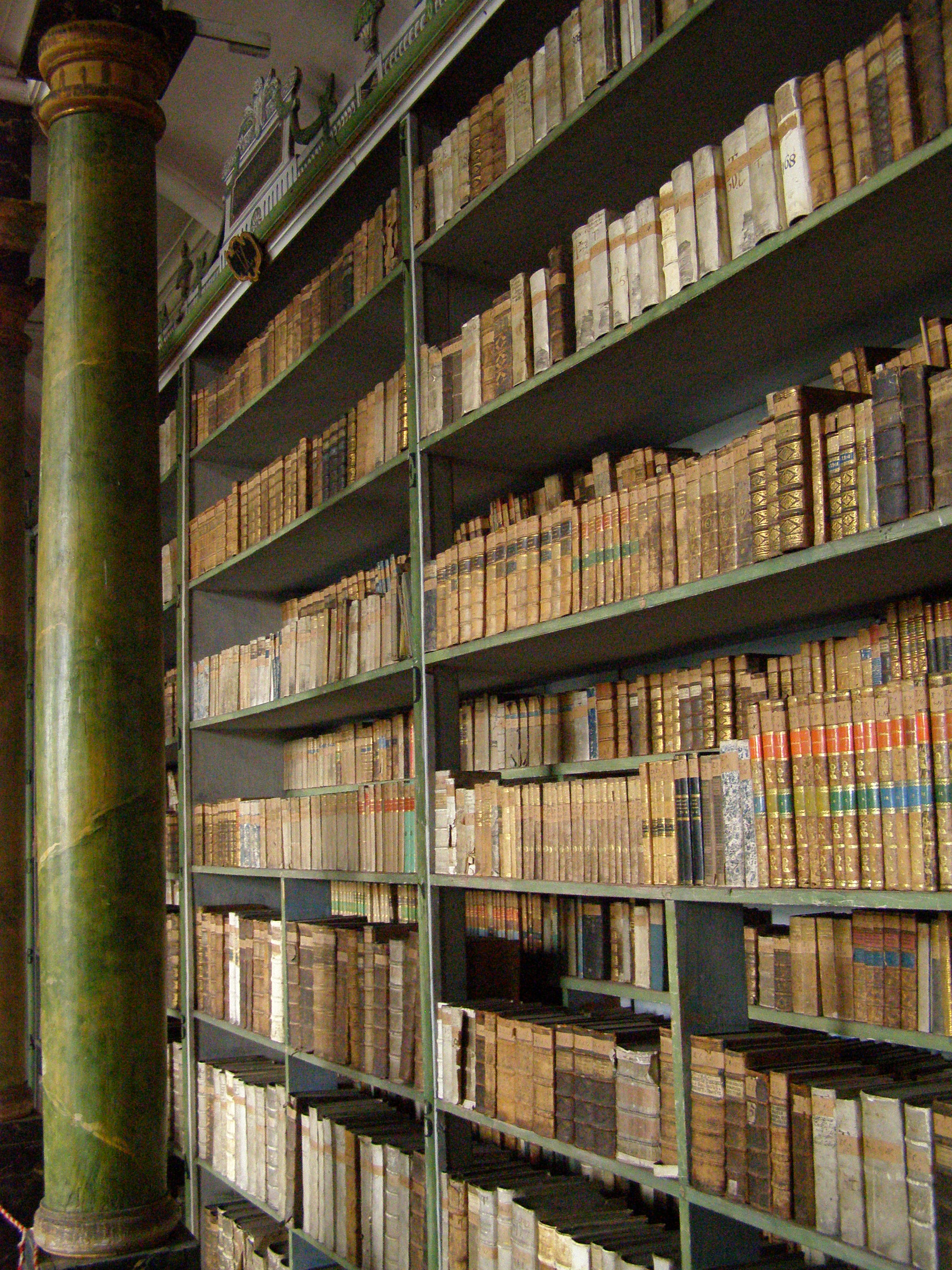
Cenná klášterní knihovna

Benediktinská klášterní škola byla velmi slavná již před husitskými válkami. Mezi její významné absolventy patřil první pražský arcibiskup Arnošt z Pardubic. Roku 1624 byla reformována na gymnázium, k jeho prvním absolventům patřil pozdější pražský arcibiskup Matouš Ferdinand Sobek z Bílenberka, dále dějepisec Bohuslav Balbín, vlastenecký kněz Josef Regner Havlovický nebo spisovatel Alois Jirásek, rodák z blízkého Hronova. Studentem zdejšího gymnázia byl rovněž ministr financí 1. československé vlády Alois Rašín. Klášterní gymnázium bylo uzavřeno nacisty v roce 1939.

## Exponáty
- Knihovna čítající zhruba 17 000 svazků – patří mezi vzácně dochované klášterní knihovny v České republice. Bývala nicméně podstatně rozsáhlejší – tisíce knih, především z knihovny gymnázia, byly zničeny za komunistického režimu.
- Kopie Turínského plátna z roku 1651 byla nalezena v klášterním kostele nad kaplí sv. Kříže v dřevěné schránce za zlaceným štukovým věncem s nápisem Sancta Sindon v roce 1999. Plátno daroval turínský arcibiskup Julius Caesar Barbera pozdějšímu pražskému arcibiskupovi Matouši Ferdinandu Sobkovi z Bílenberka, který je pak daroval broumovskému klášteru. Na světě se nachází kolem 40 podobných kopií, broumovská je však jediná ve střední Evropě.
- Vamberecké mumie – v podzemí kláštera je jich uloženo 34. Pocházejí z krypty farního kostela ve Vamberku, do kláštera byly kvůli nevyhovujícím podmínkám původního úložiště převezeny v roce 2000. Především to jsou mumie významných měšťanů převážně z 18. století, mezi nimi je uložena i zakladatelka vambereckého krajkářství, hraběnka belgického původu Magdaléna Grambová.[6]

## Klášterní zahrada

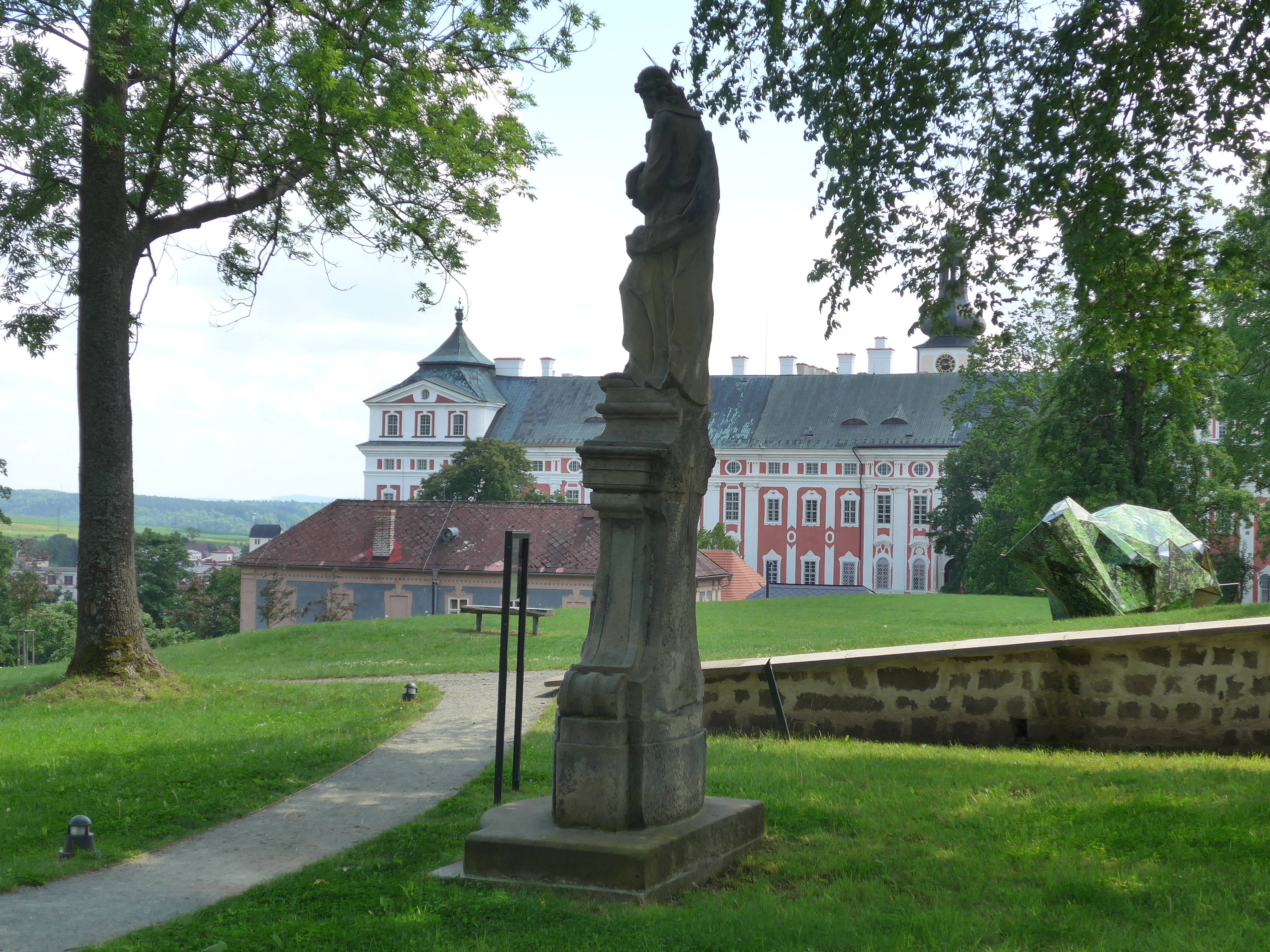
Pohled ze zahrady ke klášteru

Zahrada byla založena okolo roku 1676 za opata Sartoria. V přední části byla vybudována okrasná terasová zahrada v barokním italském stylu s pravidelnými geometrickými ornamenty. Za ní byla zřejmě zelinářská část a v zadní části byl později založen park s barokní kašnou. Její celková rozloha je přibližně 2,5 ha a jako součást kláštera je rovněž národní kulturní památkou. Zahrada a všechny její objekty (Kuchařův dům, Zahradníkův dům, Dům galerie, kašna, dřevník, funkční historický kuželník, vodárenská věž i Památník opata Jakuba Chmela) prošly v roce 2014 nákladnou revitalizací a úpravami. Zahrada má charakter anglického parku s krásným výhledem na nedaleké Javoří hory. Je veřejnosti volně a zdarma přístupná každý den - od května do října od osmi do dvaceti hodin, od listopadu do dubna od osmi do osmnácti hodin.

## Osobnosti
- Opat Tomáš Sartorius byl donátorem 24. kaple poutní cesty z Prahy do Staré Boleslavi. Kaple byly stavěny jezuity v letech 1674–1690, v horním rohu výklenku bylo jméno stavebníka a jeho znak.
- Při nástupu na místní měšťanskou školu v zimě roku 1950 byl v klášteře krátce ubytován Josef Škvorecký (v cele označené S. Ambrosius). Svůj zážitek popsal v povídce Zákony džungle.[8]

## Fotogalerie

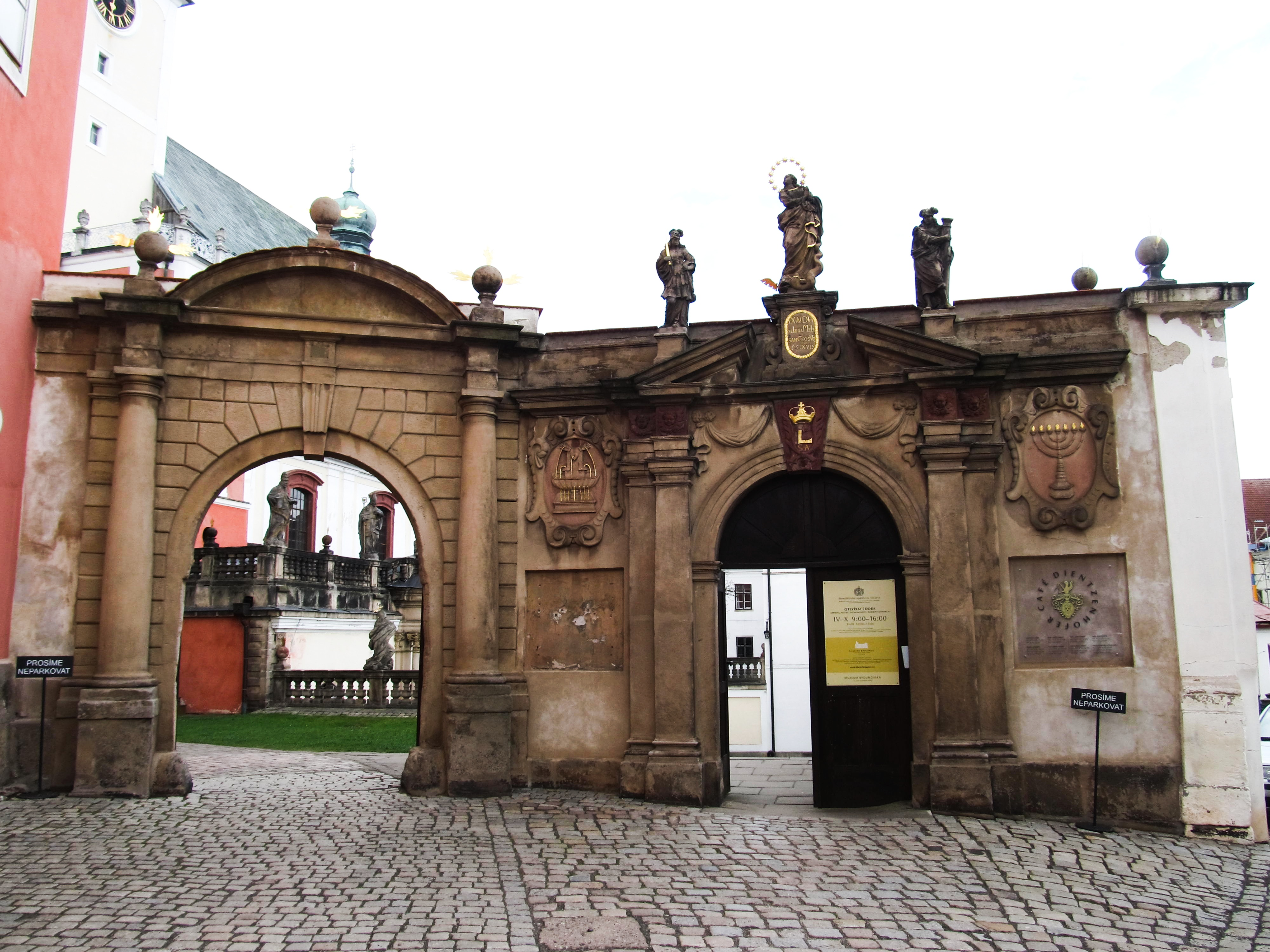
Brána do klášterního areálu
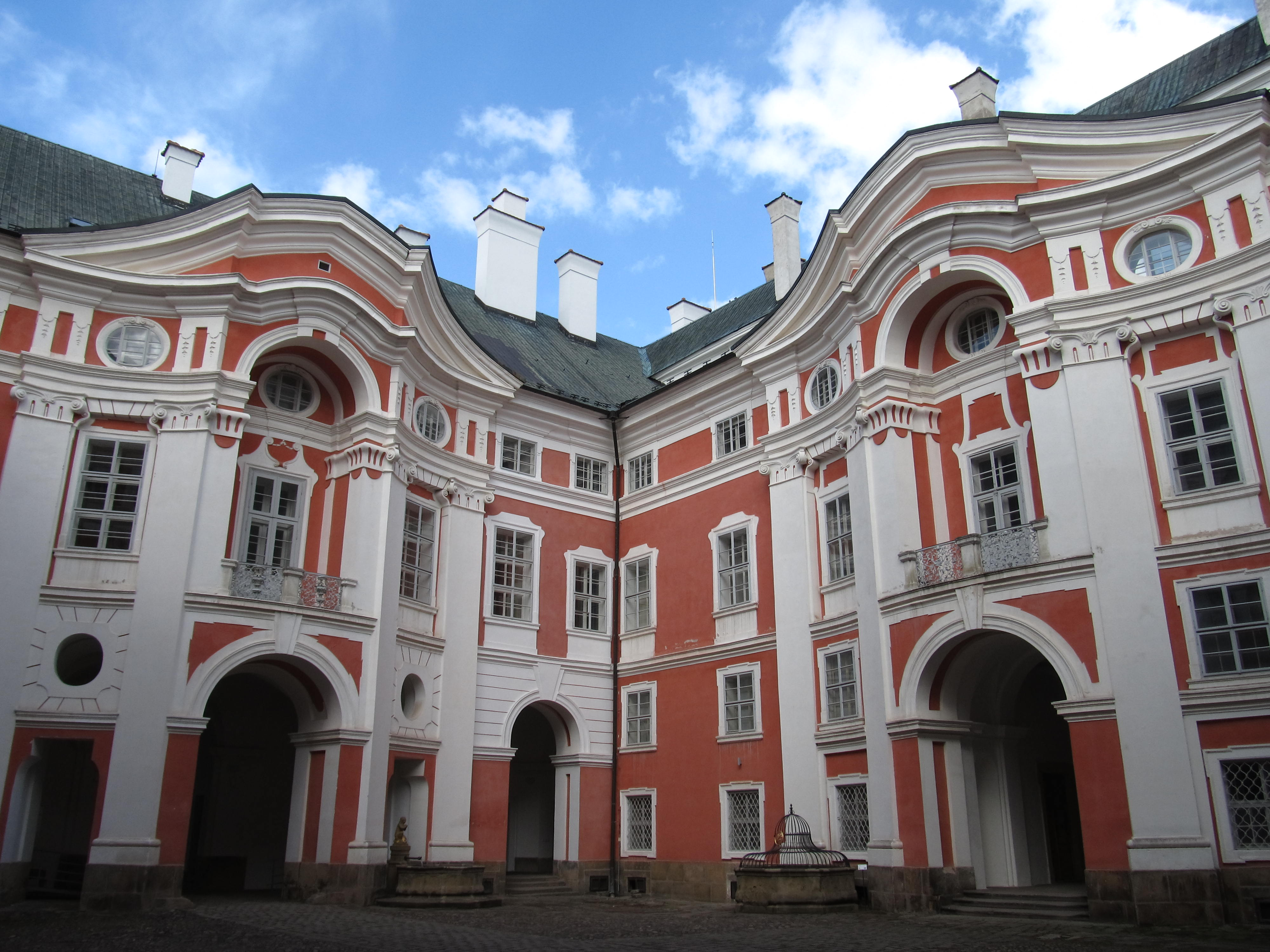
Nádvoří kláštera
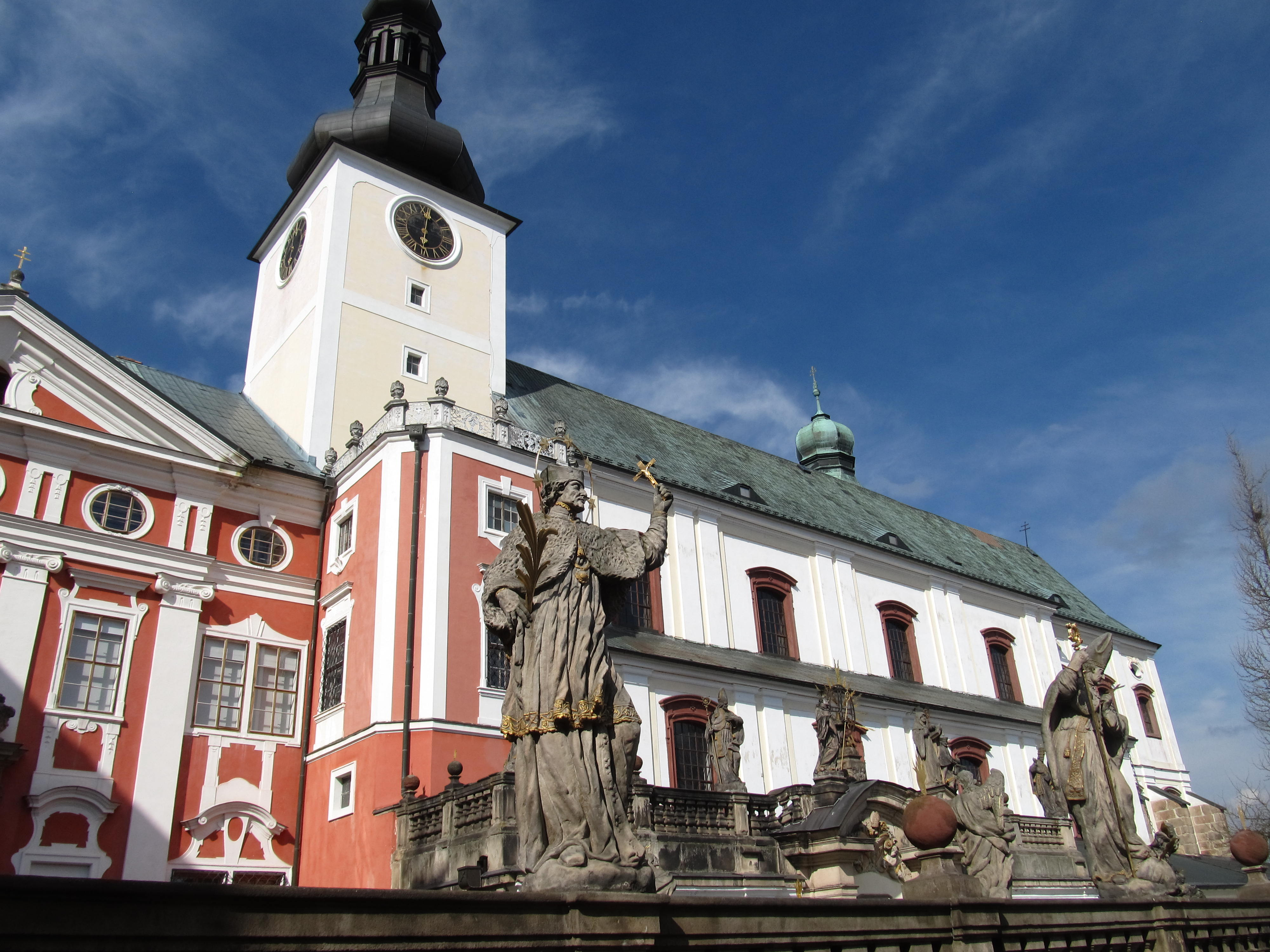
Klášterní kostel sv. Vojtěcha
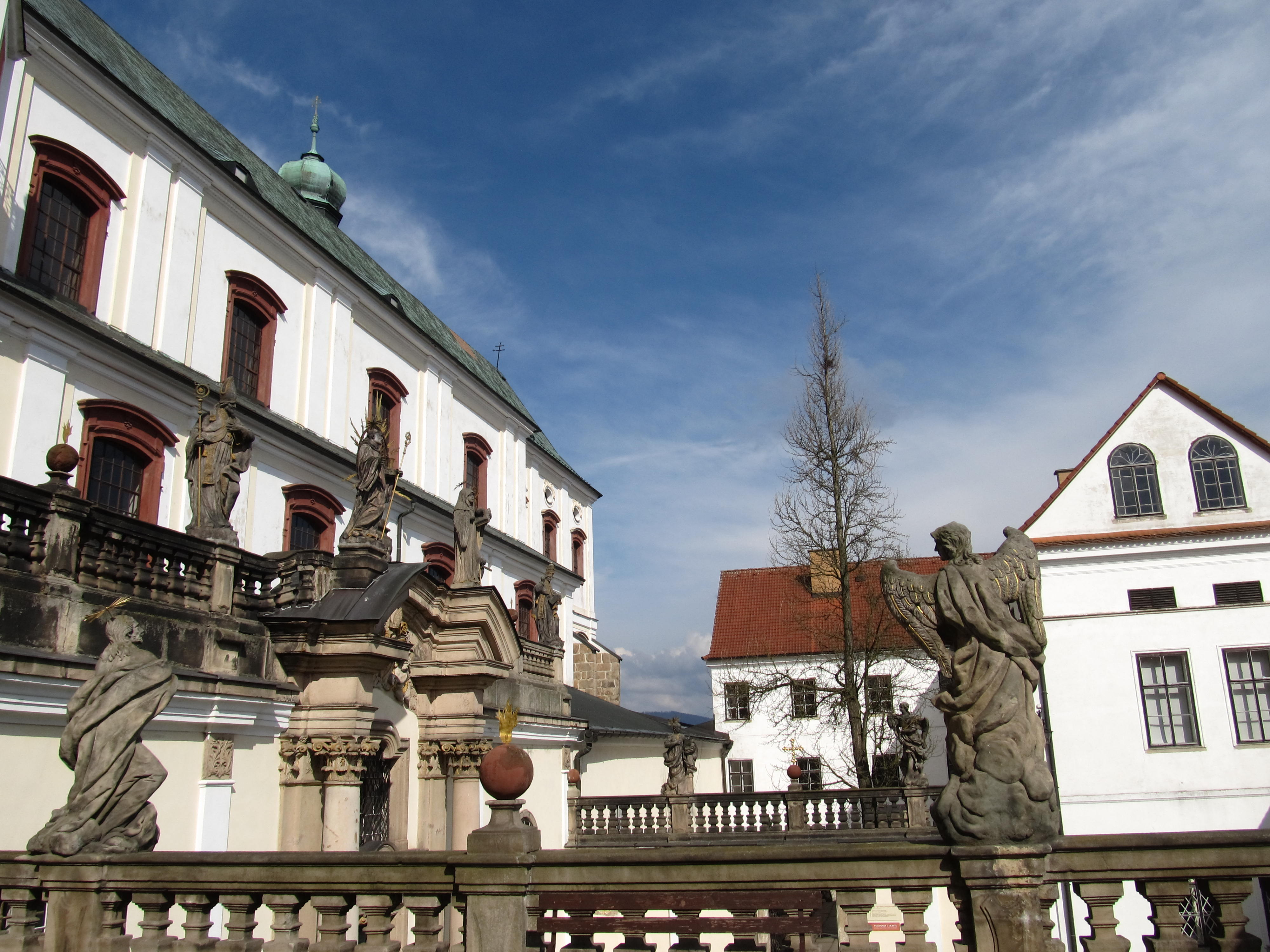
Terasa se sochařskou výzdobou před kostelem sv. Vojtěcha a klášterní gymnázium
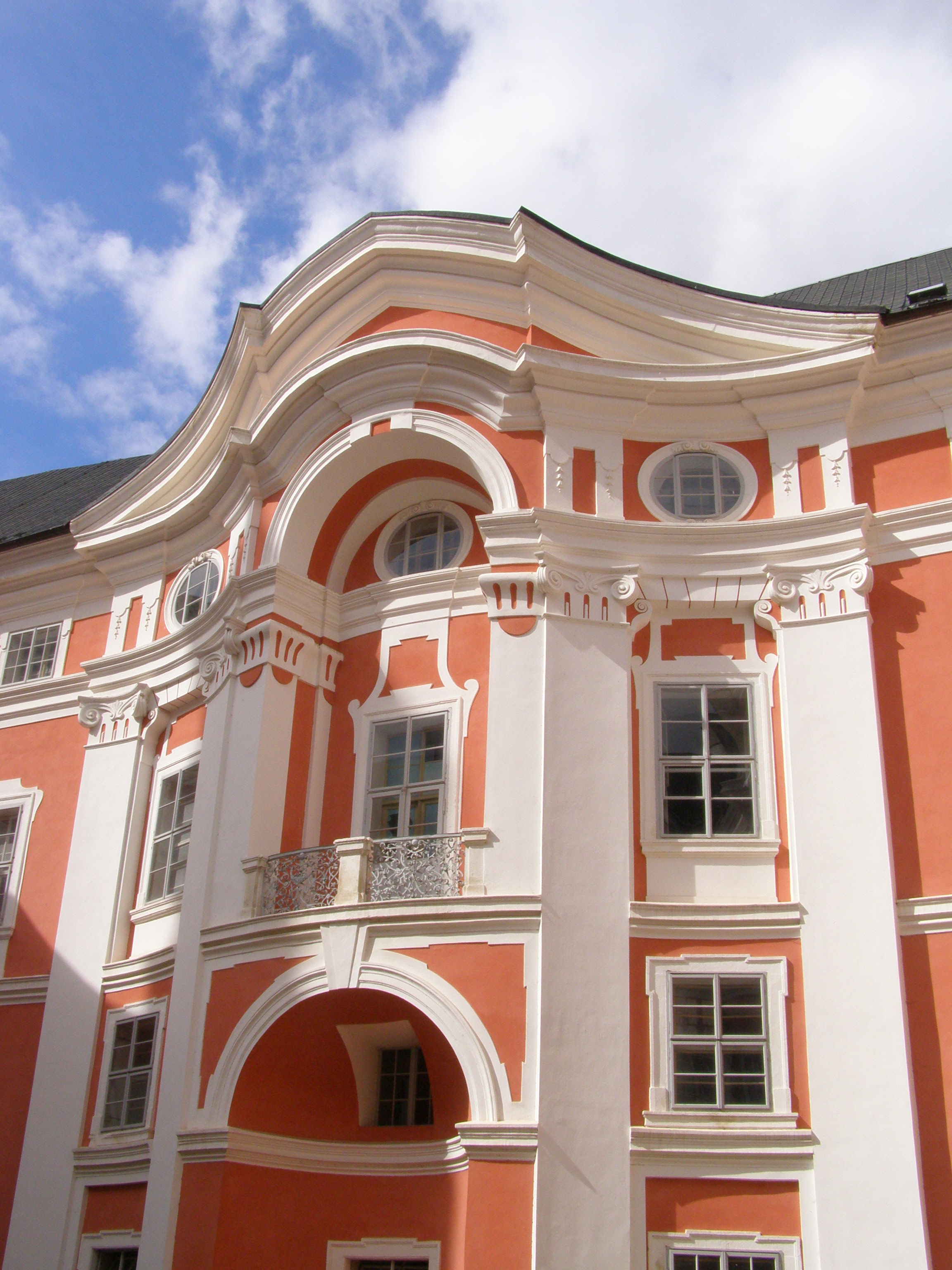
Klášter Broumov
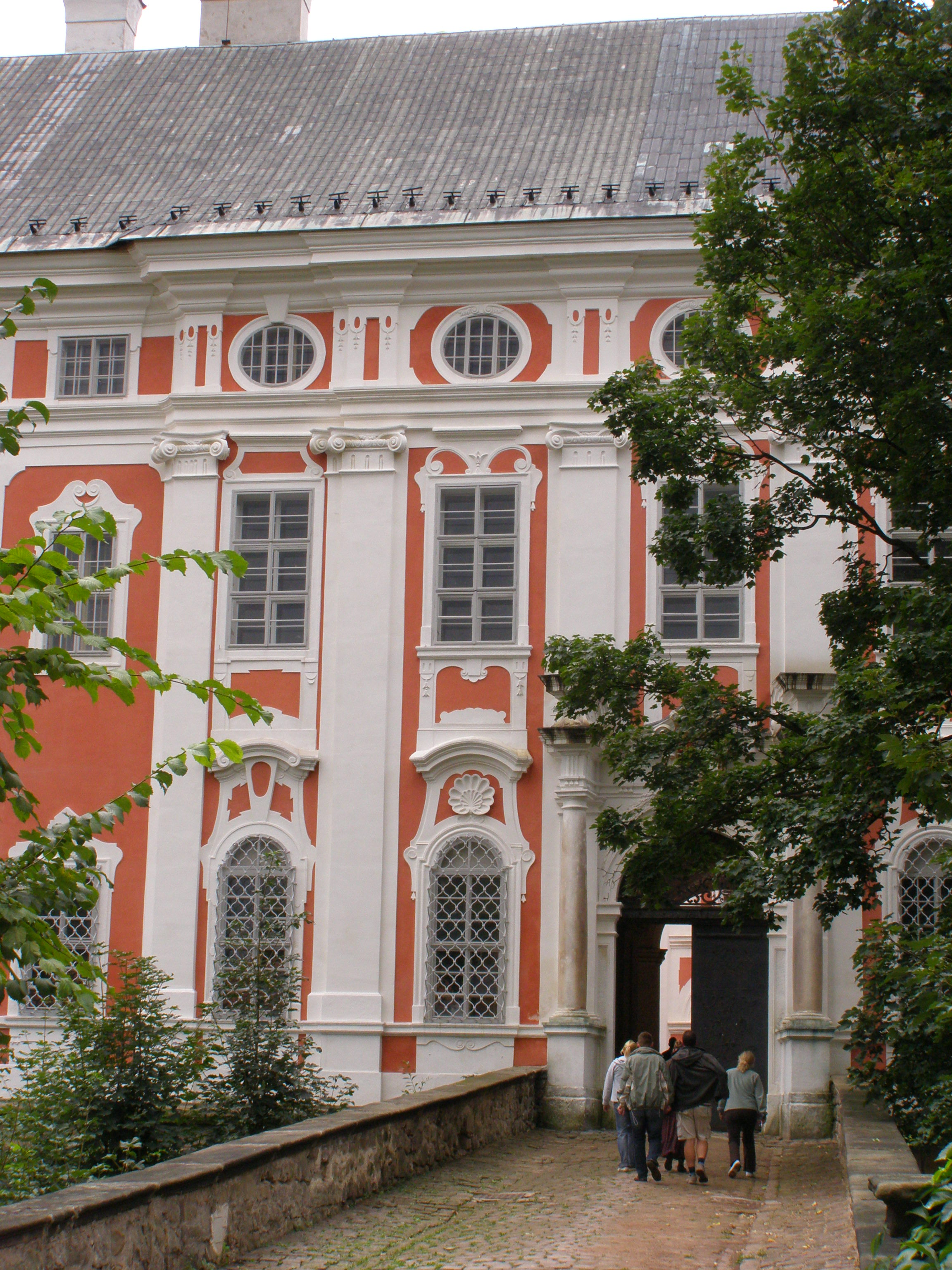
Klášter Broumov, pohled ze zahrady
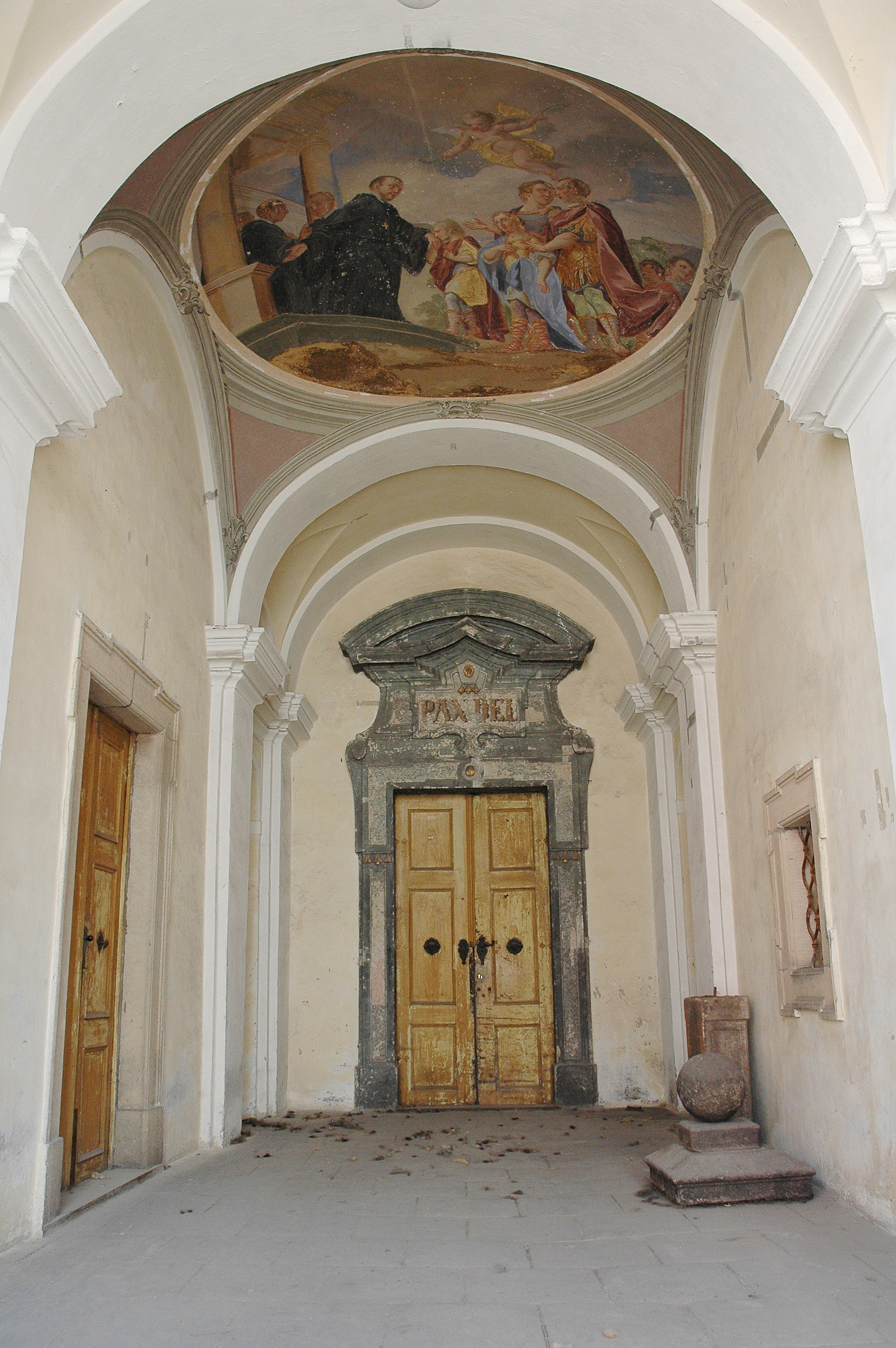
Chodba kláštera
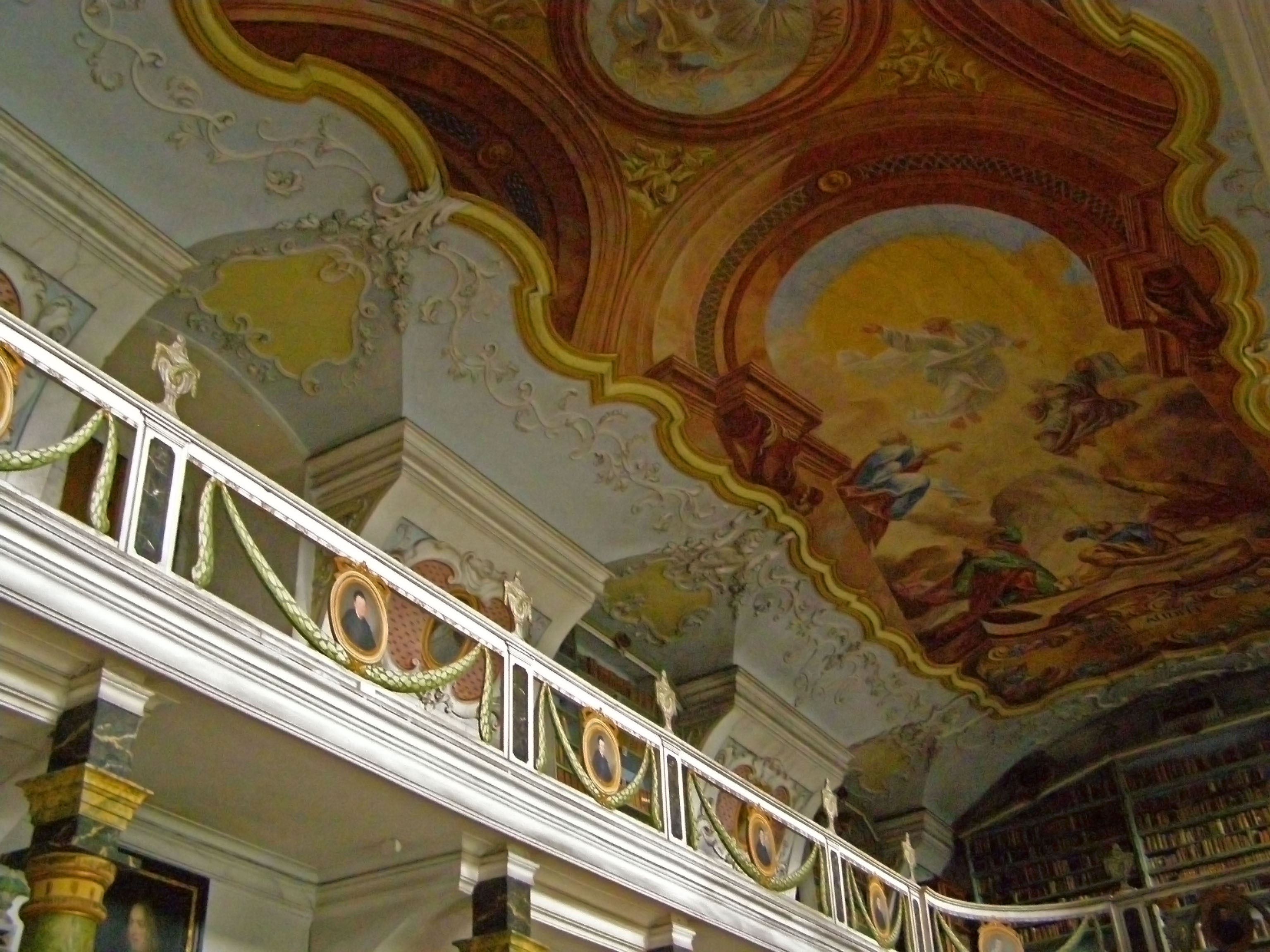
Klášterní knihovna
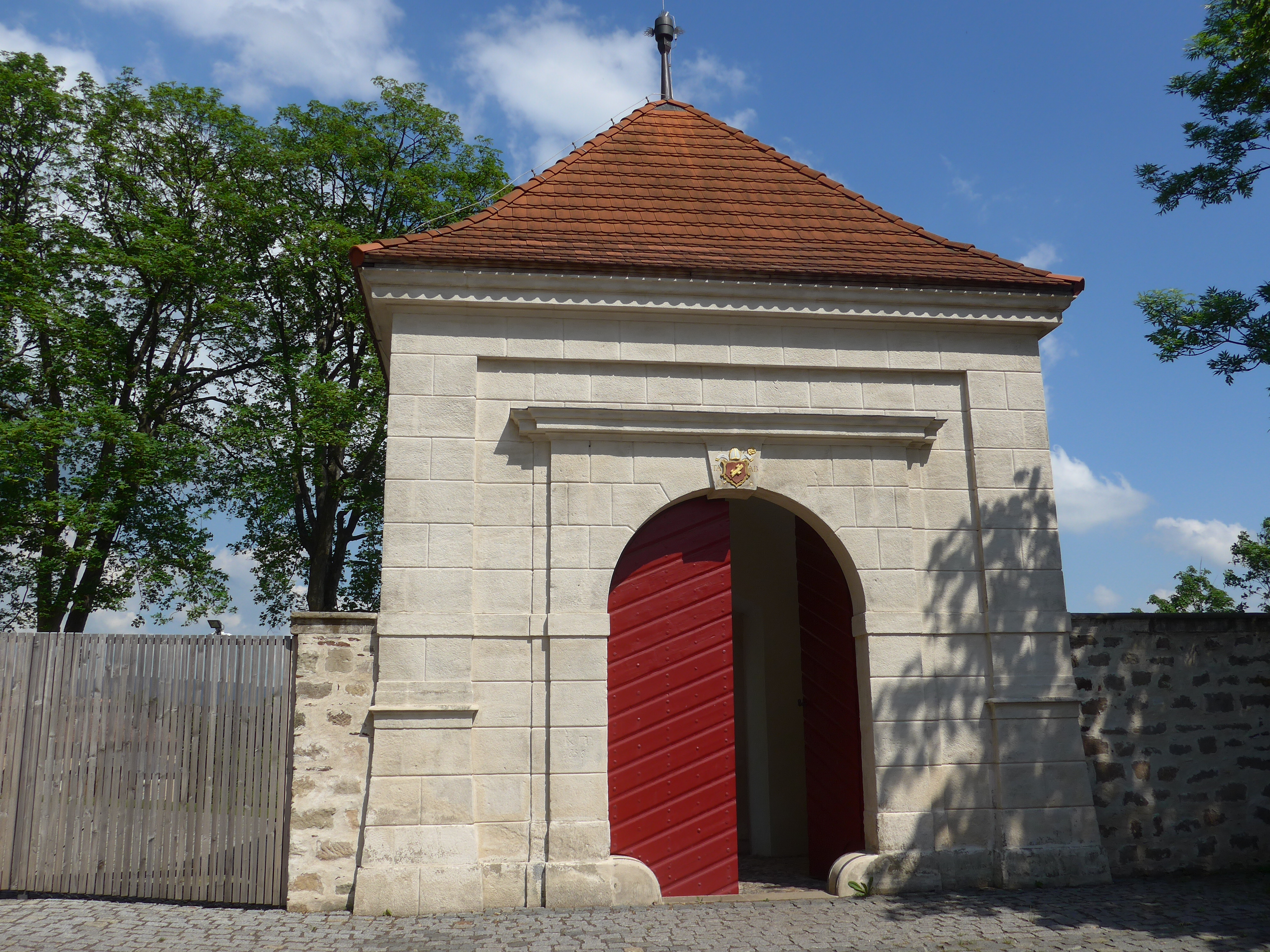
Zadní brána do kláštera (1698), brána do zahrady
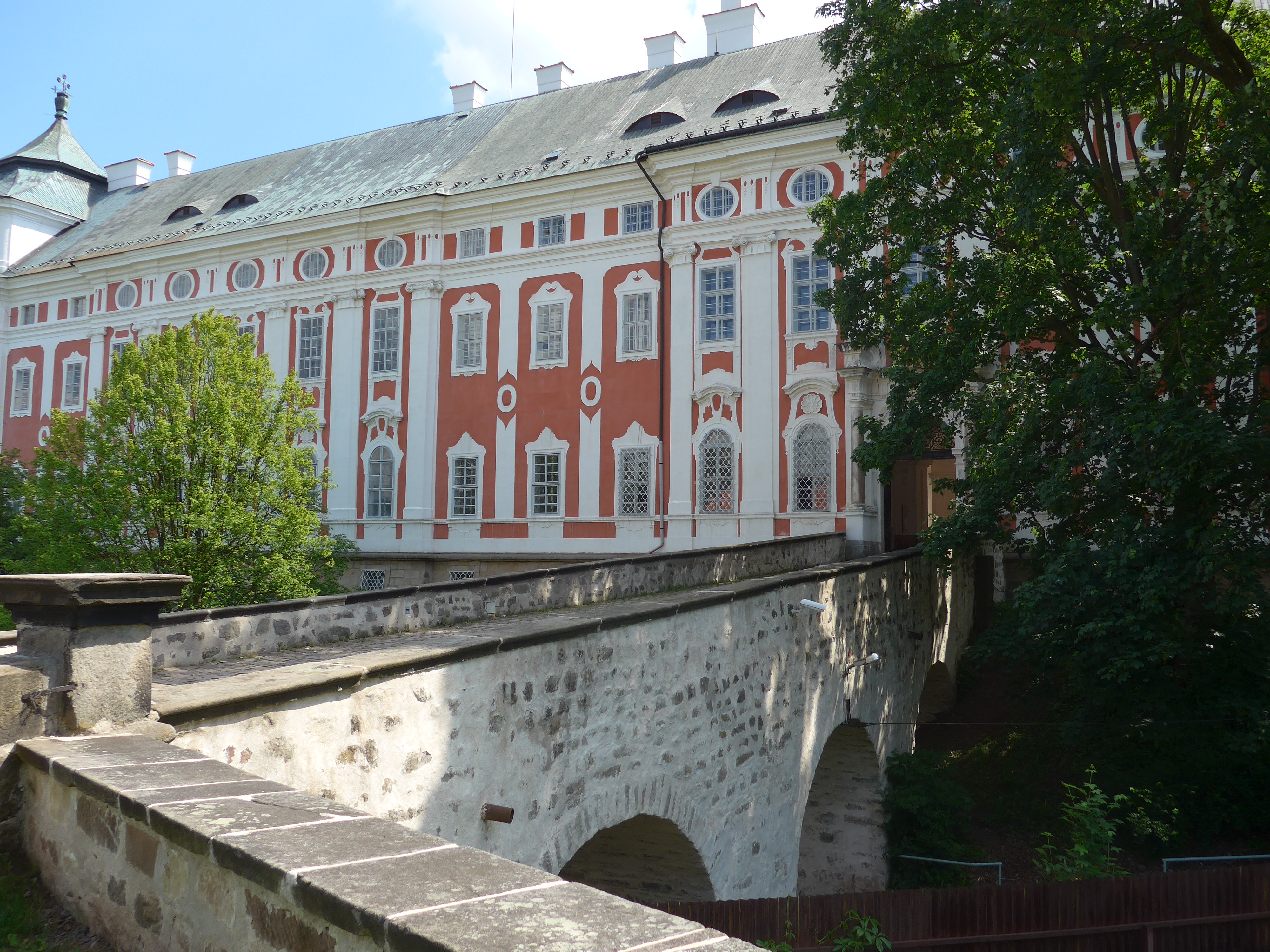
Spojovací most mezi klášterem a zahradou
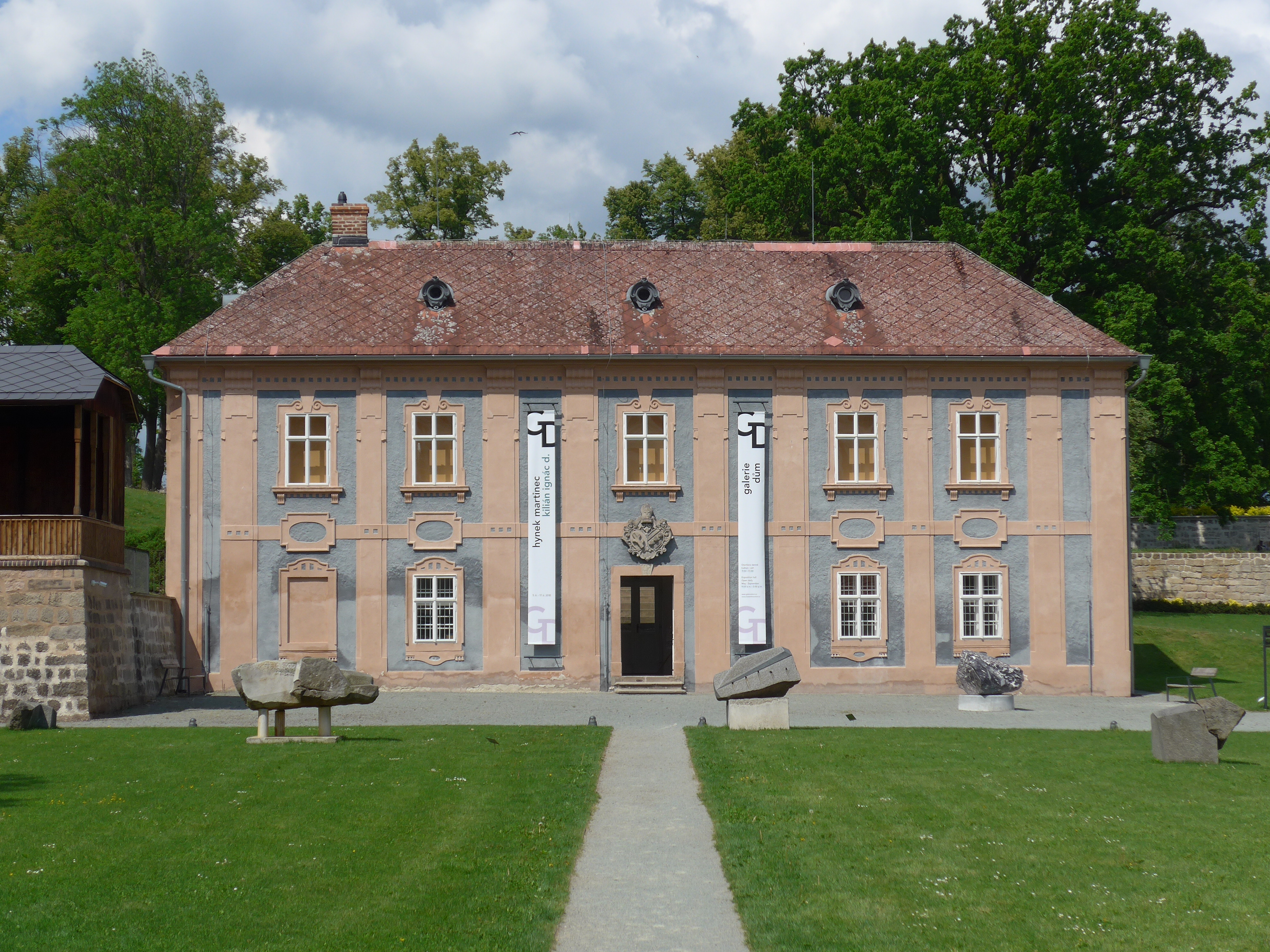
Domek zahradníka, dnes galerie
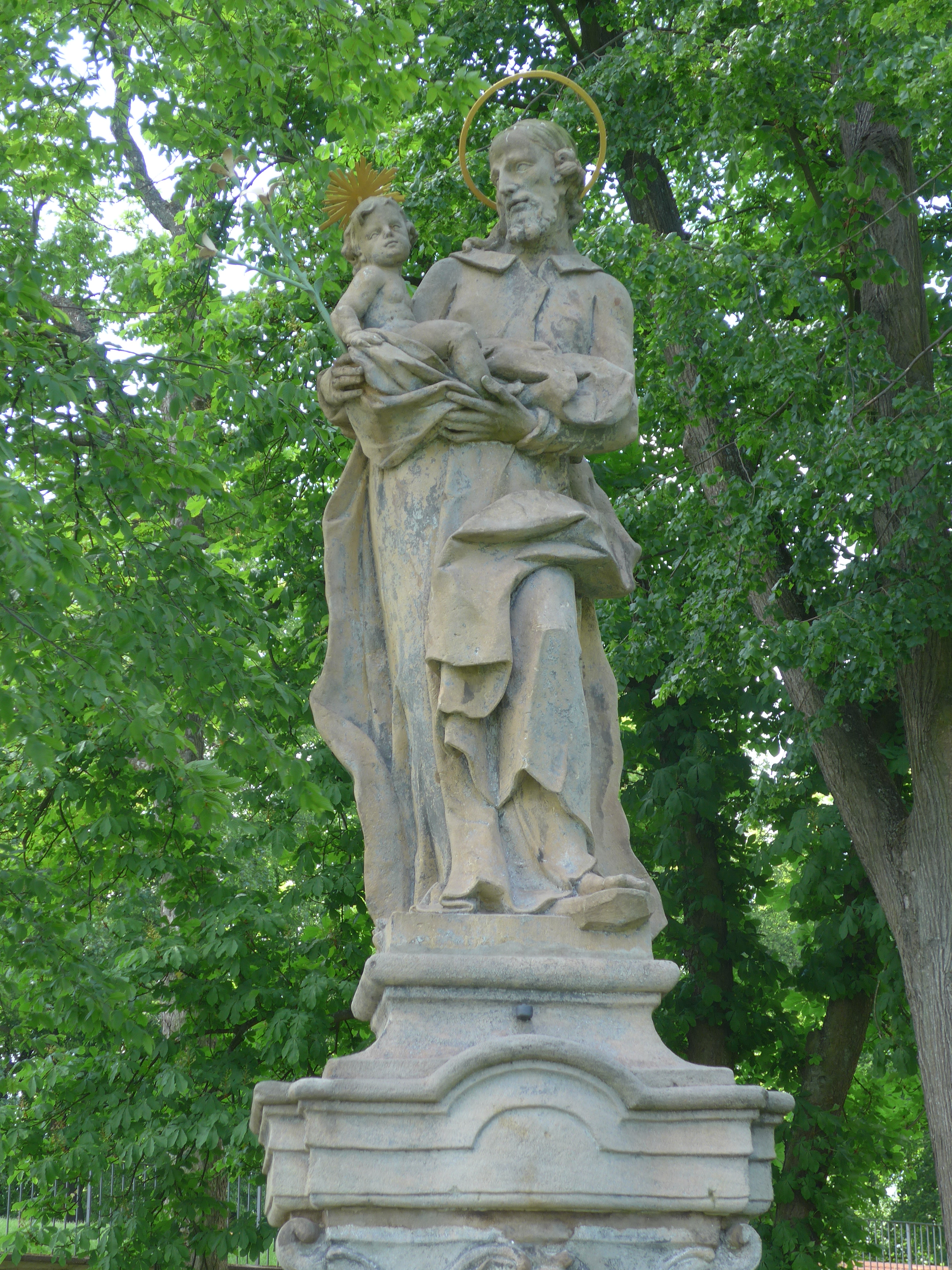
Socha sv. Josefa
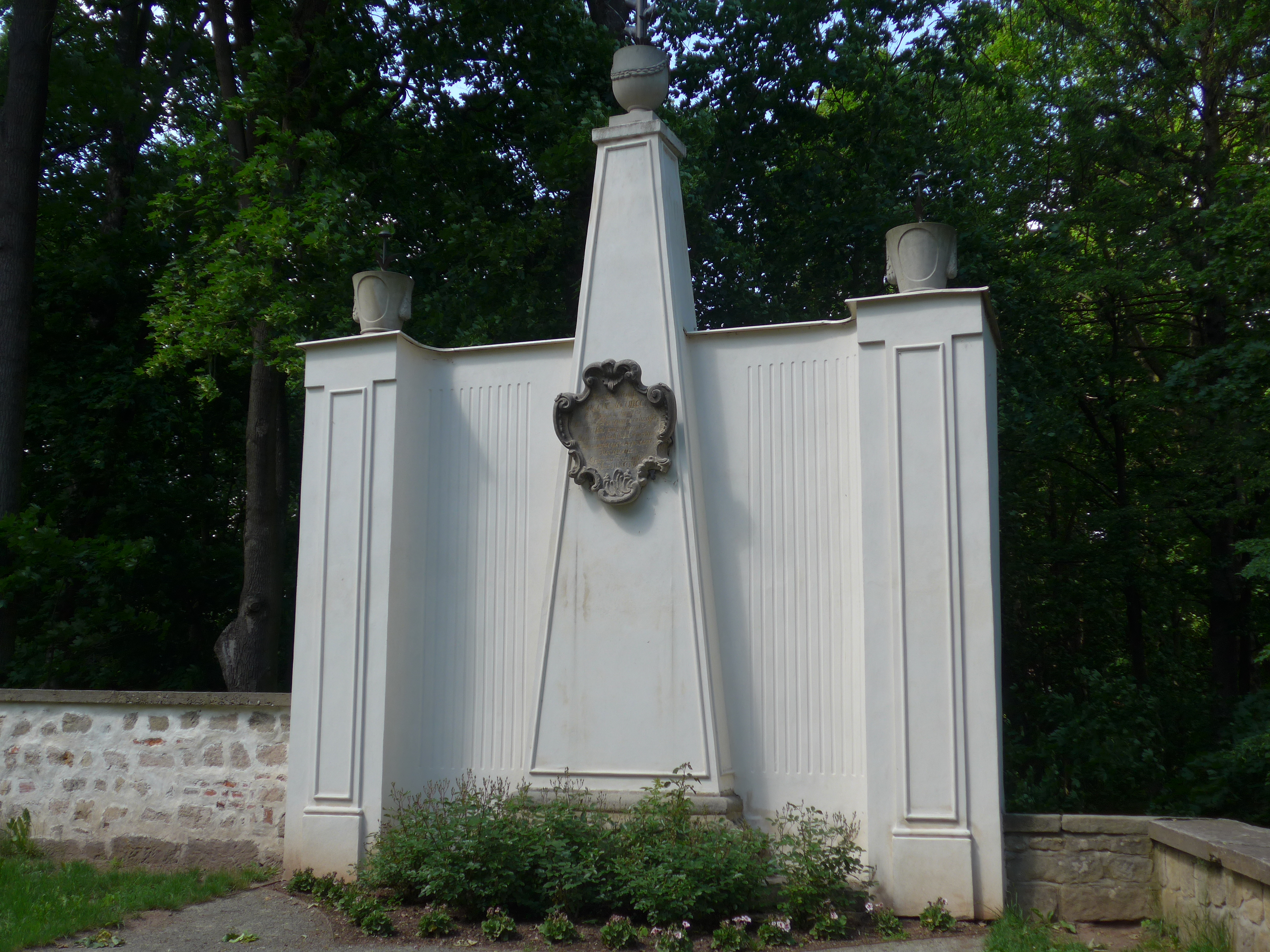
Památník opata Jakuba II, Chmela (1804)
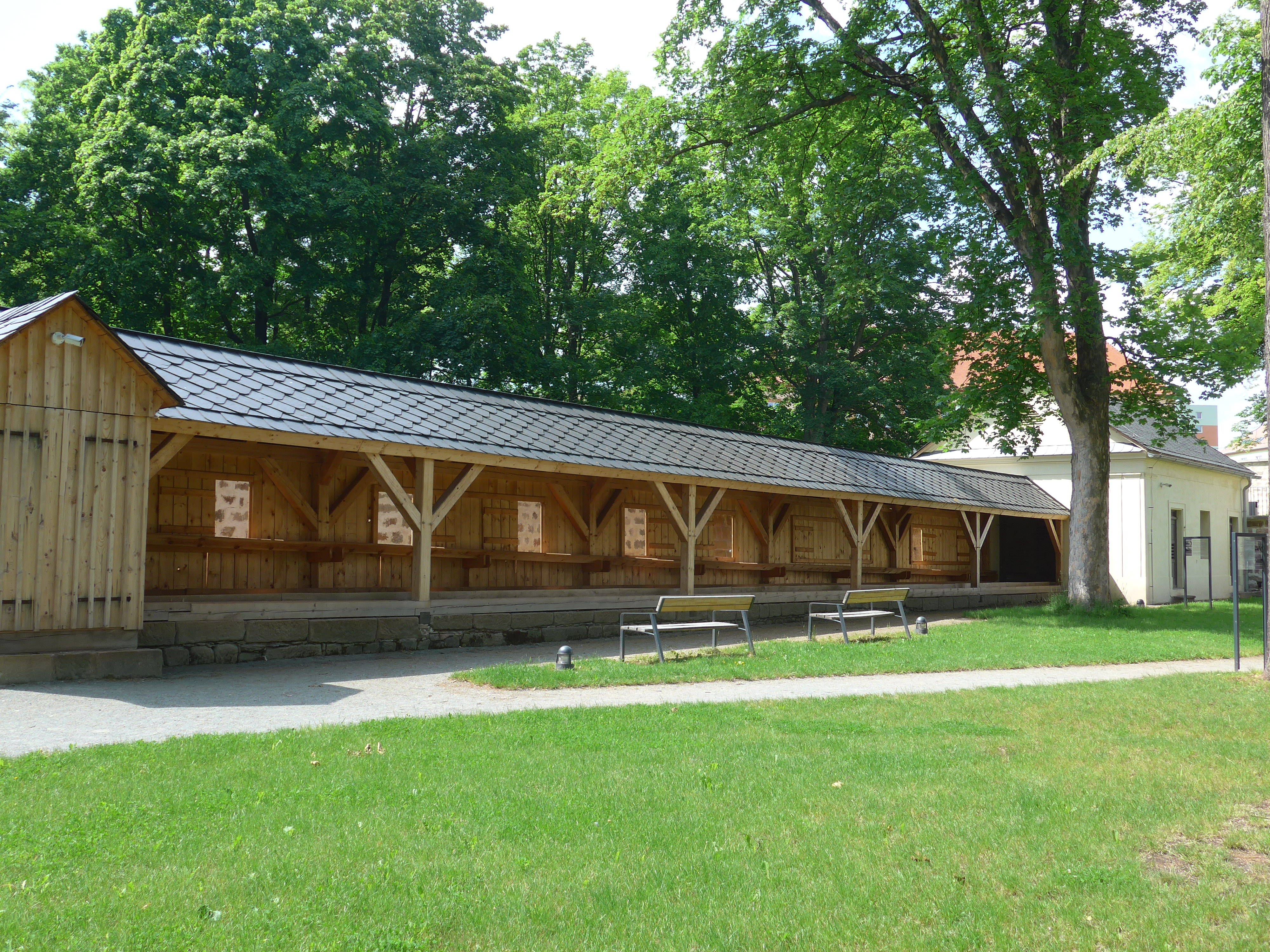
Kuželník (1845)
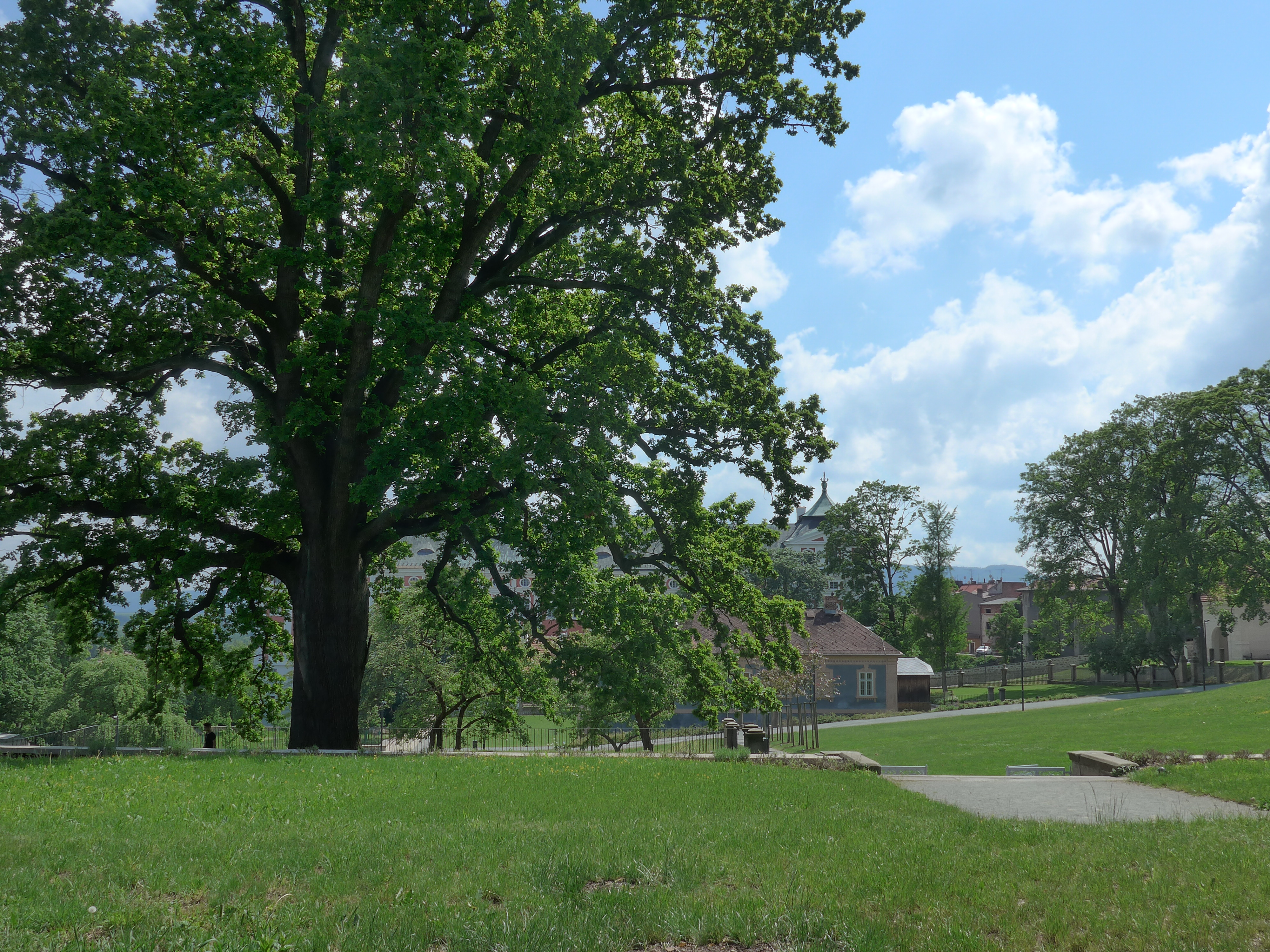
Památný dub (zasazený v r. 1854)
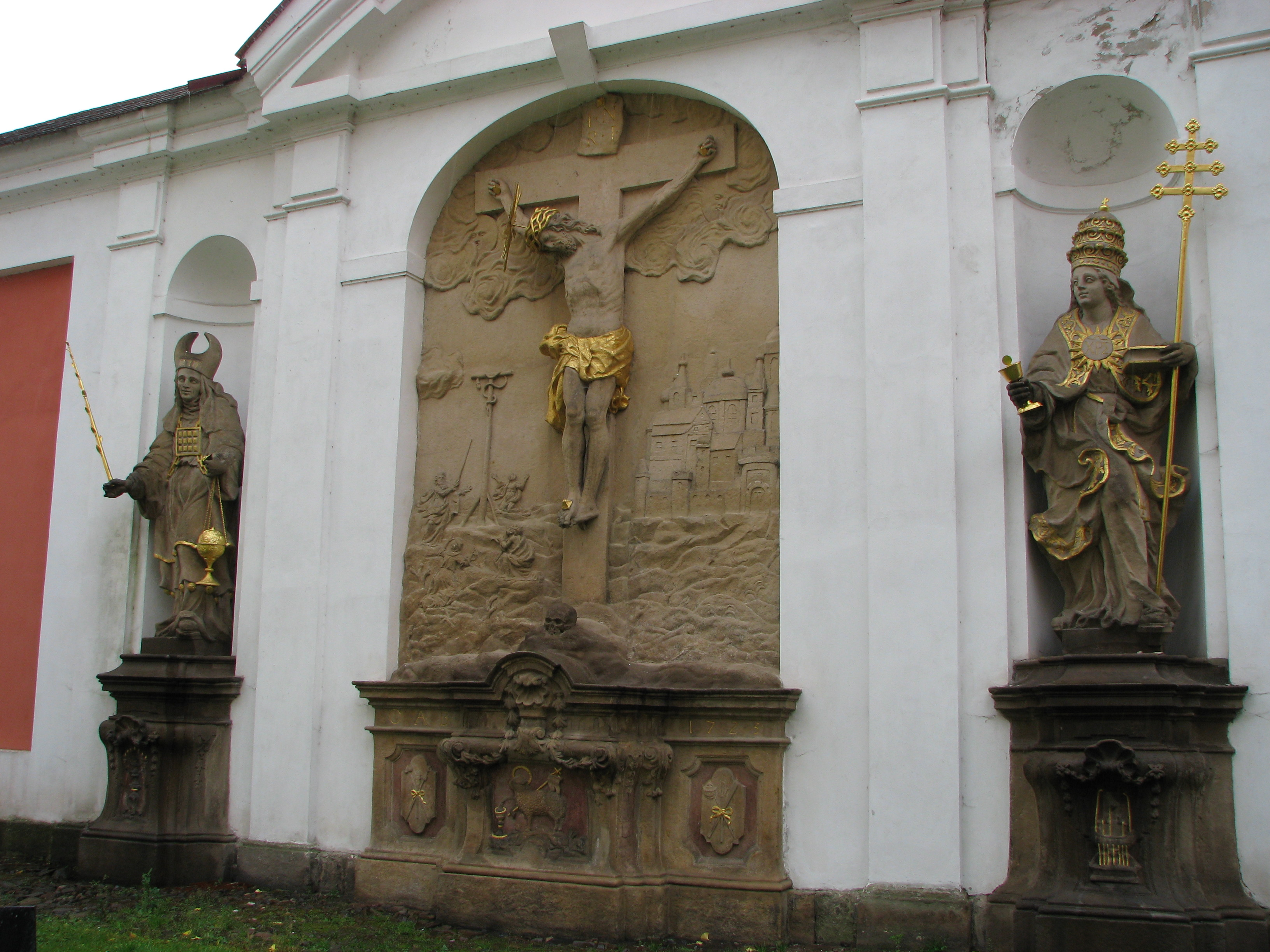
Sousoší